# Điện gió Mũi Dinh
Điện gió Mũi Dinh là nhà máy điện gió xây dựng tại vùng đất thuộc thôn Từ Thiện, xã Phước Dinh, huyện Thuận Nam, tỉnh Ninh Thuận, Việt Nam.
Điện gió Mũi Dinh có tổng công suất lắp máy 37,6 MW, tổng mức đầu tư 1.272 tỷ đồng, khởi công tháng 8/2016, hoàn thành tháng 01/2019. Nhà máy có 16 tua bin, xây dựng trên diện tích 12 ha, hàng năm cung cấp khoảng 105 triệu kWh điện cho lưới điện quốc gia .